# Kwas karminowy
Kwas karminowy, koszenila, karmina (E120) – organiczny związek chemiczny, naturalny, karminowy barwnik pozyskiwany z wysuszonych, zmielonych owadów, zwanych czerwcami kaktusowymi (Dactylopius coccus), żyjących w Meksyku. Od starożytności aż po XVI wiek uzyskiwano go także z czerwców polskich (Porphyrophora polonica). Jest jednym z nielicznych rozpuszczalnych w wodzie naturalnych barwników, które nie ulegają degradacji z upływem czasu. Jest najbardziej odporny na działanie światła, podwyższonej temperatury i utlenianie spośród wszystkich naturalnych barwników, a nawet bardziej trwały niż niektóre barwniki syntetyczne.
Ekstrakt koszenili to ciemnoczerwony płyn, a po wysuszeniu – proszek. Produkt handlowy barwnika występuje w połączeniu z kationami amonu, wapnia, sodu i potasu, pojedynczo lub w kombinacjach. Może także zawierać materiał białkowy pochodzący z innych owadów.
Jeden kilogram koszenili uzyskuje się z około 155 tys. owadów.

Dopuszczalne dzienne spożycie wynosi 5 mg/kg masy ciała.

## Otrzymywanie
Czerwce do produkcji koszenili zabija się przez wystawienie na działanie wysokiej temperatury. Można to robić na wiele sposobów (np. zanurzenie w gorącej wodzie, wystawienie na działanie światła słonecznego, pary wodnej czy podwyższonej temperatury w cieplarce), uzyskując w ten sposób różną barwę produktu. Inaczej wyglądała produkcja tego barwnika w Polsce. Polska koszenila stosowana była na szeroką skalę w przemyśle tekstylnym do połowy XIX wieku. Wytwarzano ją z innego gatunku owadów – czerwców polskich (Porphyrophora polonica).

## Historia[3]
W średniowiecznej Polsce koszenilę uzyskiwano z owada czerwca polskiego, który miał duże znaczenie gospodarcze jako źródło tego barwnika wykorzystywanego głównie do barwienia tkanin. Stosowano go szeroko w całej Europie w przemyśle tekstylnym do połowy XIX wieku. Barwnik ten był powszechnie używany w farbiarstwie oraz malarstwie. Polska była dużym eksporterem koszenili na całą ówczesną Europę, a koszenila uzyskiwana z czerwców była bardzo ważnym towarem eksportowym Rzeczypospolitej Obojga Narodów. Dopiero po odkryciu Ameryki barwnik pozyskiwany z czerwca polskiego został wyparty przez tańszy, produkowany z czerwca kaktusowego (Dactylopius coccus), żyjącego na opuncjach.

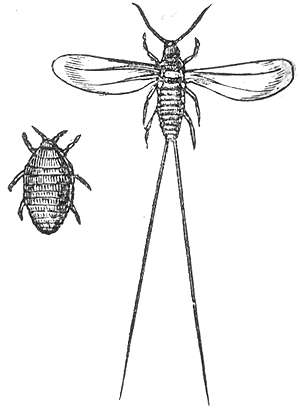
Czerwce kaktusowe

W Ameryce początki stosowania koszenili jako barwnika sięgają cywilizacji Azteków i Majów. Już w tamtych czasach miała ona olbrzymią wartość handlową. Była towarem luksusowym, coroczne daniny eksportowano z poszczególnych miast do Tenochtitlán – stolicy państwa Azteków. Do Europy sprowadzili ją hiszpańscy konkwistadorzy, podczas podbojów Ameryki Centralnej. Na Starym Kontynencie szybko doceniono jej wartość, gdyż była lepsza od używanych wówczas, europejskich barwników. Stała się jednym z popularniejszych (a zarazem droższych) barwników w Europie. Jej wartość na giełdach towarowych (podobnie jak wartość szafranu) była porównywalna ze złotem. Znalazła zastosowanie w barwieniu tkanin i kosmetyków, rzadziej żywności. Koszenilą barwiono m.in. szaty kardynałów rzymskich oraz kurtki żołnierzy armii brytyjskiej. Większość Europejczyków w owych czasach nie znała pochodzenia tego barwnika, więc amerykańscy kolonizatorzy sprowadzali go ze Starego Kontynentu, zamiast prosto z Meksyku (co byłoby dla nich tańsze).
Import koszenili zza oceanu był kosztowny, toteż w XIX wieku owady sprowadzono na Wyspy Kanaryjskie (gdzie były dla nich odpowiednie warunki) i rozpoczęto ich masową hodowlę. Spowodowało to upadek meksykańskiego monopolu na barwnik. Źródła podają, że w 1868 wyeksportowano z Wysp Kanaryjskich do Europy aż 6 milionów funtów koszenili (ilość ta odpowiada około 420 miliardom owadów). Przyczyną tak masowej produkcji mógł być fakt, iż poza zastosowaniami tekstylnymi, w owym czasie zaczęto jej używać także do barwienia żywności, m.in. wypieków, herbatników, deserów, przetworów mięsnych i owocowych, ryb, gumy do żucia, a także pastylek i kropli przeciwkaszlowych. Koszenila stała się także głównym składnikiem różu kosmetycznego (była to nowość w tamtych czasach).
W połowie XIX wieku zapotrzebowanie na koszenilę gwałtownie zmalało, a w XX wieku handel tym barwnikiem prawie całkowicie ustał. Przyczyną było wynalezienie syntetycznych barwników (w tym czerwieni alizarynowej). Dziś koszenila jest znów wartościowym towarem, ponieważ wielu producentów woli stosować naturalne barwniki, które cieszą się większym zaufaniem wśród konsumentów, niż barwniki syntetyczne.

## Zastosowanie

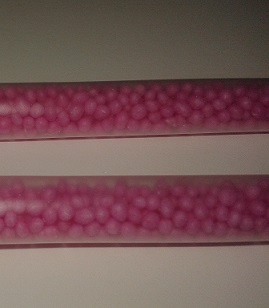
Słomka z granulkami barwionymi koszenilą

Obecnie koszenila jest wciąż szeroko stosowana w przemyśle kosmetycznym do barwienia m.in.: cieni do powiek, szamponów i tuszów do rzęs, ale jej zastosowania nie kończą się na kosmetykach. Koszenilą barwi się także napoje alkoholowe, sosy (głównie sos jabłkowy), owocowe nadzienia do ciast, mięsa, wypieki, jogurty i polewy.

## Zagrożenia
Zanieczyszczenia zawarte w ekstrakcie koszenili mogą powodować wstrząs anafilaktyczny, a także katar sienny oraz pokrzywkę. Powinny jej unikać osoby uczulone na salicylany, jak również astmatycy.